# 大乐镇
大乐镇，是中华人民共和国广西壮族自治区来宾市象州县下辖的一个乡镇级行政单位。

## 行政区划
大乐镇下辖以下地区：
大乐社区、龙屯村、新杯村、那拉村、侣塘村、同庚村、丁贡村、岭南村、六回村、那芙村和双告村。